# Tanaklak
Tanaklak (in aleutino Tanaqlax) è un'isola disabitata delle isole Andreanof, nell'arcipelago delle Aleutine, e appartiene all'Alaska (USA). Si trova tra Great Sitkin e Umak; ha 2,7 km di lunghezza e un'altitudine massima di 120 m.
È stata registrata dal capitano Teben'kov, della Marina imperiale russa nel 1852.